# هيرمان سولمز-لوباخ
هيرمان سولمز-لوباخ (1842-1915) (بالإنجليزية: Hermann zu Solms-Laubach)‏ هو عالم نبات ألماني.
الجنس النباتي السولمزية من الفصيلة المثنانية سمي تكريماً له.